# HD 210277
HD 210277 è una stella nana gialla nella sequenza principale di magnitudine 6,63 situata nella costellazione dell'Aquario. Dista 69 anni luce dal sistema solare.

## Osservazione
Si tratta di una stella situata nell'emisfero celeste australe, ma molto in prossimità dell'equatore celeste; ciò comporta che possa essere osservata da tutte le regioni abitate della Terra senza alcuna difficoltà e che sia invisibile soltanto molto oltre il circolo polare artico. Nell'emisfero sud invece appare circumpolare solo nelle aree più interne del continente antartico. Essendo di magnitudine pari a 6,6, non è osservabile ad occhio nudo; per poterla scorgere è sufficiente comunque anche un binocolo di piccole dimensioni, a patto di avere a disposizione un cielo buio.
Il periodo migliore per la sua osservazione nel cielo serale ricade nei mesi compresi fra fine agosto e dicembre; da entrambi gli emisferi il periodo di visibilità rimane indicativamente lo stesso, grazie alla posizione della stella non lontana dall'equatore celeste.

## Caratteristiche fisiche
La stella è una nana gialla di sequenza principale, le cui caratteristiche sono simili al Sole per massa e raggio, mentre la temperatura superficiale è minore di oltre 200 K. Un'altra differenza è che numerosi studi la considerano più vecchia del Sole, con un'età di almeno 6 miliardi di anni, anche se alcuni studi arrivano a considerla superiore anche ai 9 miliardi di anni.

## Sistema planetario
Attorno alla stelle nel 1999 fu scoperto un pianeta extrasolare con una massa minima 1,3 volte quella di Giove.
| Pianeta | Massa    | Periodo orb.  | Sem. maggiore | Eccentricità | Scoperta |
| ------- | -------- | ------------- | ------------- | ------------ | -------- |
| b       | >1,29 MJ | 442,19 giorni | 1,138 UA      | 0,476        | 1999     |